# Martina Claus-Bachmann
Martina Claus-Bachmann (* 3. Dezember 1954 in Hohen Neuendorf) ist eine deutsche Musikethnologin und Musikpädagogin.

## Werdegang
Martina Claus-Bachmann wuchs in Amberg auf, besuchte das Erasmus-Gymnasium und legte 1974 das Abitur ab. Anschließend studierte sie an der Hochschule für Musik Würzburg Lehramt Musik an Realschulen und Historische Instrumente (bei Josef Ulsamer), dazu Germanistik an der Julius-Maximilians-Universität Würzburg. Von 1975 bis 1982 wirkte sie im Ensemble Musica Antiqua Ambergensis (Leitung: Helmut Schwämmlein) mit. Ab 1990 fügte sie ein Aufbaustudium bei Marianne Bröcker an und promovierte 1997, die Habilitation folgte 2005 bei Max Peter Baumann im Fach Musikethnologie.
Claus-Bachmann lehrte an den Universitäten Bamberg (ab 2000), Gießen (2002 bis 2008) und seit 2013 an der FH Kiel.

## Musikpädagogik und Forschung
Vielfältige Erfahrungen im Schuldienst führten Claus-Bachmann dazu, Musikpädagogik und ethnomusikologische Erkenntnisse zu verbinden. Im Bereich der Musikethnologie führte sie Feldforschungen in Indonesien, Gambia und Sri Lanka durch. Hierbei spezialisierte sie sich auf Musik in buddhistisch geprägten Kulturen.

## Ausgewählte Publikationen

### Monographien
- Mahayana-buddhistische Liturgie im heutigen Indonesien – Musikkulturelle Überlieferung chinesischer Migranten. LIT Münster, Hamburg 1998 (Dissertation).
- Die musikkulturelle Erfahrungswelt Jugendlicher – Ein kulturwissenschaftlicher Deutungsansatz und seine musikpädagogische Relevanz. Ulme-Mini-Verlag, Gießen 2005 (Habilitationsschrift).
- Musik kulturell vermitteln – Musikpädagogik und kulturelle Kompetenz. ulme-mini-verlag, Gießen 2006.
- E-Learning im Musikunterricht?! Eine praxisorientierte Anleitung zur Entwicklung von Medien-, Methoden- und Kulturkompetenz am Beispiel von Instrumentenkunde. ulme-mini-verlag, Gießen 2007.

### Editionen mit eigenen Beiträgen
- Max Peter Baumann, Martina Claus-Bachmann et al. (Hrsg.): Gothic, Skate-Punk, Rap and Rave – Youth Culture and Its Educational Dimensions. (The World of Music, 42) VMB, Berlin 2000.
- Max Peter Baumann, Martina Claus-Bachmann et al. (Hrsg.): Women and Music in Sri Lanka. (The World of Music, 46) VMB, Berlin 2004.
- Auf dem Grat zwischen Gruft und Gral. Das Mittelalter als Auslöser kultureller Konstruktionsprozesse (Aufsatzsammlung und Festschrift). Ulme-Mini-Verlag, Gießen 2007.
- Musik zwischen Materialität und Virtualität. Musikologische Feldforschung und eLearning in 2D- und 3D-Umgebungen. Ulme-Mini-Verlag, Gießen 2012.
- Sacred Sound – Sakraler Klang. Spirituelle Bedeutungszuweisungen an sonische Ausdrucksformen. Ulme-Mini-Verlag, Gießen 2019.